# Урочище Рибне
Урочище Рибне — ландшафтний заказник місцевого значення в Україні. Об'єкт природно-заповідного фонду Київської області. Пам'ятка знаходиться на території с. Данилівка Фастівського району Київської області.
Площа 10,0 га. Статус надано згідно з рішенням Київської обласної ради від 22.09.2022 року за №315-13-VІІІ. 
Територія заказника має велику ландшафтну, природоохоронну та реакційну цінність, є важливою для збереження біорізноманіття, в тому числі рідкісних та зникаючих видів тварин, занесених до Червоної книги України та які охороняються відповідно до Додатку II Бернської конвенції.

## Галерея

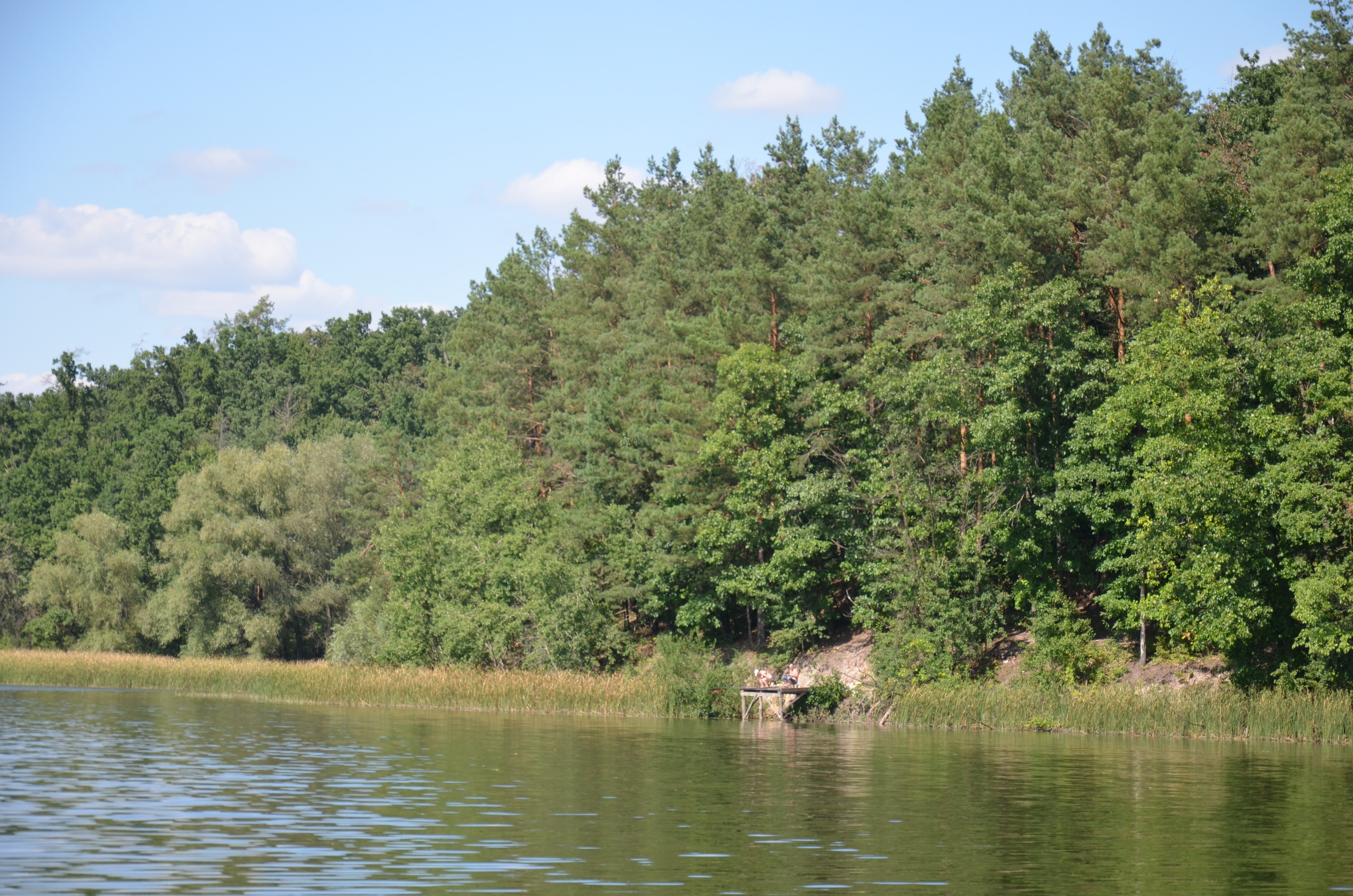
Урочище Рибне, с. Данилівка
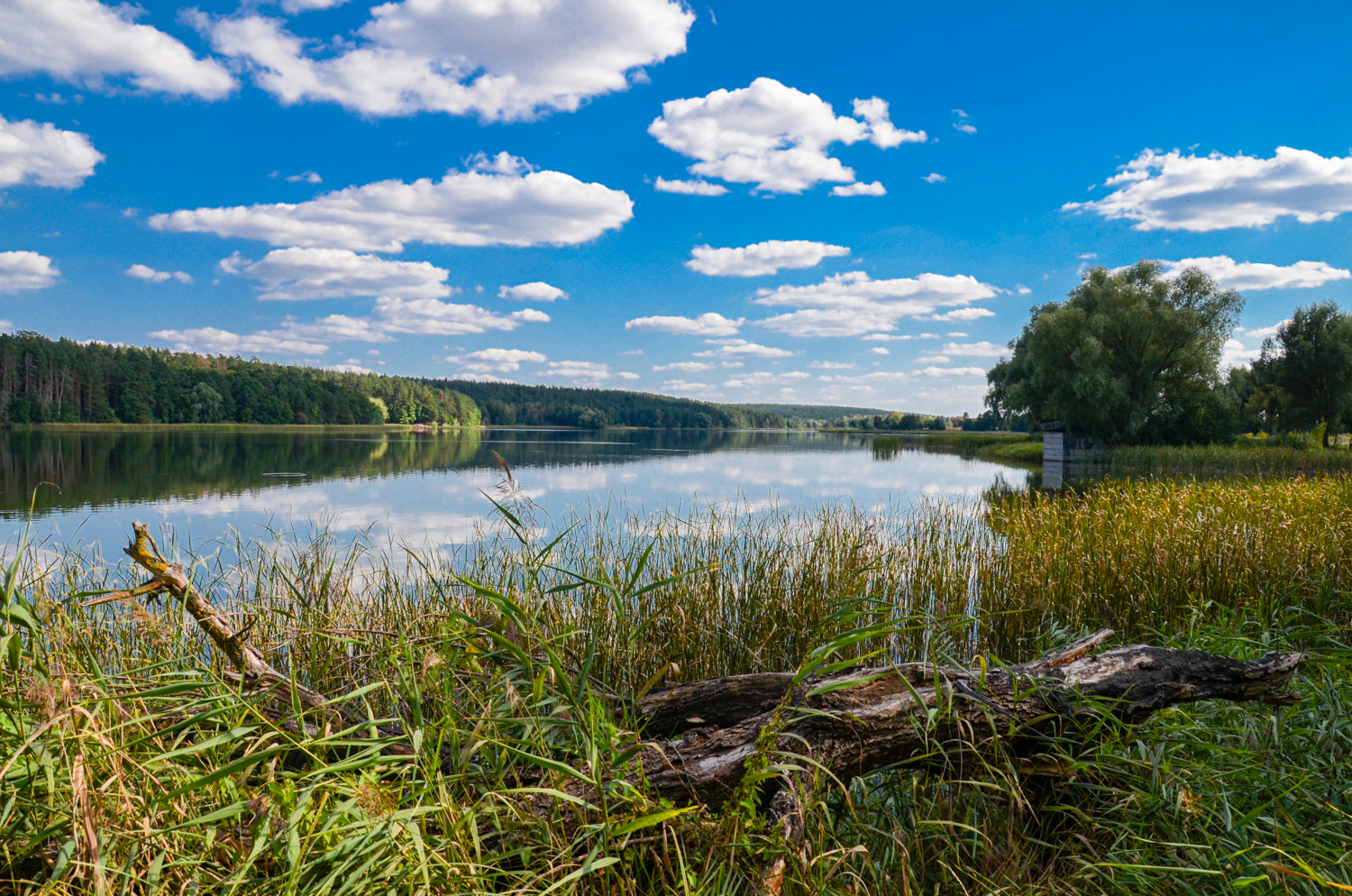
Урочище Рибне, с. Данилівка